# Isadora (cantante)
María Teresa Villegas Garcés (Cali; 22 de marzo de 1953), más conocida artísticamente como Isadora, es una cantautora de baladas y empresaria de televisión colombiana. Es reconocida por pertenecer al grupo El club del clan.

## Biografía
Isadora comenzó a cantar desde los 5 años por la influencia de su mamá, ama de casa, que educó su voz en el Conservatorio en Cali - Colombia, que adoraba la música clásica. Huérfana de padre a los dos años de edad y de su  madre desde los catorce  años, tuvo que estudiar y trabajar desde los 17 años como  secretaria en la Organización Mundial de la Salud. Entonces ingresó al Instituto Departamental de Bellas Artes para educar su voz y a la Universidad del Valle para estudiar música. Junto con Fernando Parra compositor  y Pedro Chang  autor de las primeras letras de las canciones que interpretó Isadora ]  crearon  El Grupo, como definieron su equipo de trabajo,  estos tres buenos amigos y jóvenes profesionales.    
Grabó nueve   discos  con Sonolux, para el Sello RCA Victor Internacional. Con el primer LP  titulado Isadora, se dieron a conocer, y el segundo, Tenías Razón , de donde salieron varios éxitos , entre ellos Tenlo presente, Sabrás de mí y Llamarada, que fue un éxito nacional e internacional en 1976 .

## Discografía
- Isadora (1973) El Botón, De Niña, Cuando tú vuelvas.
- Tenías razón (1975)

ÉXITOS: "Llamarada", "Tenías Razón", "Sabrás de Mí", "Tenlo Presente", "Infortunio".
- Penitencia  (1977)

ÉXITOS: "Penitencia", "Jamás te olvidaré", "Ansiedad", "Lamparilla", "Nocturnal".
- Llamarada (1978)
- Igual que tú Isadora  (1980)

EXITOS: "Deseosa", "Y la mar", "Igual que tú", "Amor en sombras".
- Cuenta Conmigo (1981)

ÉXITOS: "Perdóname", "Mentiras", "Decídete", "A que no te atreves".
- Miedo (1984)

ÉXITOS: "Miedo", "Amante Amigo", "No vuelvas a besarme".
- Huellas (1985)

ÉXITOS: "Tus Cartas", "Amigos si amantes no", "Y te vas".
- Grandes éxitos y algo más  (1986)
- A cuatro vientos (1989)

ÉXITOS: "Me valga Dios", "Que voy hacer sin ti".